# Gonjasufi
Sumach Ecks (San Diego - 1978), mais conhecido pelo seu nome artístico Gonjasufi, é um músico, produtor, vocalista, Dj e iogue americano.

## Vida e carreira
Ecks nasceu em San Diego, em 1978 filho de uma mãe mexicana e um pai etíope-americano, crescendo em Chula Vista na Califórnia.
Desde muito cedo se envolveu no mundo das artes, tendo atuado na opera Persephone com o papel de Helios o deus do sol.
Em meados dos anos 90, ele começou a produzir e escrever músicas dentro do cenário de Hip Hop de San Diego a maioria com os membros do grupo Masters of the Universe. Realizando algumas turnês com nomes artísticos de Sumach Valentine e Randy Johnson, sua primeira banda se chamava Plant Lyphe.
Ecks chamou atenção da Warp Records em 2008 depois de ter aparecido como músico convidado no álbum Los Angeles do Flying Lotus cantando Testament. O seu álbum de estreia lançado pela Warp, A Sufi and a Killer foi lançado no dia 8 de março de 2010.
A voz de Ecks tem sido venerada e citada diversas vezes pela revista Pitchfork e descrita como "asperosamente assustadora, e que lembra as vozes de Lead Belly e Georgle Clinton. Ele atribuí esse seu estilo de cantar ao seu trabalho como professor de ioga, onde foi obrigado a aprender a como soltá-la mais de seu estômago. Sua música é extremamente experimental, com elementos urbanos e beats psicodélicos que remetem há diversos gêneros.
Além de rapper e cantor, Ecks também atua como produtor, DJ e professor de ioga.
No dia 19 de agosto de 2016, Gonjasufi lançou o album, Callus onde Pearl Thompson contribiu para algumas músicas e o álbum em si.

## Discografia

### Álbuns de estúdio[9]
- A Sufi and a Killer (2010)[10][11]
- MU.ZZ.LE (2012)
- Callus (2016)[7][12][13]

### Álbuns remixados
- The Caliph's Tea Party (2010)[14]
- Mandela Effect (2017)

### EP's
- The Ninth Inning EP (2011)
- Untitled (2013)

### Singles
- "Holidays" e "Candylane" (2009)
- "Kowboyz&Indians" e "My Only Friend" (2010)
- "Kobwebz" e "Speaketh" (2010)
- "Nickles and Dimes" (2010)
- "Ninth Inning" (2011)
- "The Blame" (2012)[9]

### Como músico convidado
- Flying Lotus - "Testament" do álbum Los Angeles (2008)
- The Gaslamp Killer - "I'm in Awe" do álbum Death Gate (2010)
- Humansuit - "Lawnmower Man" do álbum "Humansuit" (2012)
- The Gaslamp Killer - "Veins" e "Apparitions" do álbum Breakthrough (2012)
- Old English - "The Omen" do álbum Band in Amerikkka (2013)
- Perera Elsewhere - "Giddy" do álbum Everlast (2013)
- Awol One & Gel Roc - "Flight" do álbum The Cloaks (2014)
- Dag Savage - "Bad Trip" do álbum E & J (2014)
- L'Orange & Mr. Lif - "Strange Technology" do álbum The Lige & Death of Scenery (2016)
- The Gaslamp Killer - "Good Morning" do álbum Instrumentalepathy (2016)
- A7pha - " Hater Hate It" do álbum A7pha (2017)